# Сигель, Роберто
Роберто Сигель (итал. Roberto Sighel, р. 17 февраля 1967, провинция Тренто, Италия) — итальянский конькобежец, чемпион мира в классическом многоборье 1992 года и 3-кратный призёр чемпионатов мира, двукратный серебряный и бронзовый призёр чемпионата Европы в классическом многоборье, участник зимних Олимпийских игр 1988, 1992, 1994, 1998 и 2002 годов. Шестнадцатикратный чемпион Италии в классическом многоборье.

## Спортивная карьера
Роберто Сигель родился в Базельга-ди-Пине, где и начал кататься на коньках в возрасте 4-х лет при содействии своего отца Марио, бывшего конькобежца национального уровня. В 8 лет он участвовал в первых своих гонках на озере Серрайя на плато Пине, небольшом природном заповеднике посреди леса.
Уже в возрасте 11 лет он участвовал в региональных соревнованиях, а в 1980 году был участником молодёжного национального чемпионата. В 1984 году он занял 3-е место на чемпионате Италии в спринтерском многоборье среди юниоров и занял 31-е место на юниорском чемпионате мира в Нидерландах. Через год выиграл серебряную медаль на национальном чемпионате среди юниоров. В феврале 1986 года Сигель выиграл чемпионат Италии в классическом многоборье и с тех пор не уступал первенство страны до 2002 года, кроме 1996 года, где занял 2-е место.
Роберто Сигель был разносторонним игроком, который также бегал в спринте. Ему удалось шесть раз стать чемпионом Италии в спринтерском многоборье, а в 1989 году он участвовал в чемпионате мира по спринтерскому многоборью в Херенвене и занял 24-е место.
В 1986 году он дебютировал на Кубке мира у себя дома в Базельга-ди-Пине, где занял 33-е и 35-е места на дистанции 500 м. Через год выступил впервые на чемпионате Европы в Тронхейме, и там занял 23-е место и на чемпионате мира в Херенвене стал 28-м. На своих первых зимних Олимпийских играх в Калгари Роберто занял 11-е место в беге на 5000 м и 7-е на дистанции 10000 м.
По-настоящему Сигель показал себя в 1991 году, когда выиграл серебряную медаль в многоборье на чемпионате мира в Херенвене, а через год в Канаде на чемпионате мира в Калгари завоевал единственную золотую медаль в своей карьере. В том же году участвовал на зимних Олимпийских играх в Альбервиле, где занял 11-е место на дистанции 1500 м, 14-е место в беге на 5000 м и 9-е на 10000 м.
В 1993 году он стал 5-м на европейском чемпионате и 6-м на мировом первенстве, а в 1994 году на зимних Олимпийских играх в Лиллехаммере участвовал на дистанциях 1000, 1500, 5000 и 10000 метров, и занял соответственно 25-е, 12-е, 15-е и 15-е места. Через год впервые выиграл бронзовую медаль на чемпионате Европы в Херенвене и следом у себя дома на чемпионате мира в Базельга-ди-Пине также стал бронзовым призёром в многоборье.
Следующие 2 года Роберто не смог подняться на пьедестал на мировых и европейских первенствах и только в 1998 году на чемпионате Европы в Хельсинки смог завоевать серебряную медаль в общем зачёте многоборья. В том же году на зимних Олимпийских играх в Нагано он занял 9-е места на дистанциях 5000 и 10000 метров. Следом выиграл бронзу многоборья на чемпионате мира в Херенвене.
Ещё через 2 недели на он выступил на чемпионате мира на отдельных дистанциях в Калгари и вновь стал третьим, на этот раз на дистанции 1500 метров. Последнюю медаль он завоевал в 1999 году на чемпионате Европы в Херенвене, где выиграл бронзу в многоборье. В 2000 году был рядом с призовыми местами, но на чемпионате Европы в норвежском Хамаре стал 4-м, а на чемпионате мира в Милуоки занял 5-е место.
В 2002 году на зимних Олимпийских играх в Солт-Лейк-Сити Сигель занял дважды 7-е места на дистанциях 5000 и 10000 метров, а также 31-е место в беге на 1500 метров. Его последнее участие в международном турнире прошло в марте 2002 года на чемпионате мира в Херенвене, где он  занял 7-е место. Ещё 2 года принимал участие на национальных чемпионатах и в 2004 году после 2-го места на чемпионате Италии в спринте завершил карьеру.

## Карьера тренера
Роберто Сигель после завершения карьеры в 2004 году работал техником в сборной и продвигал спортсменов. В 2013 году был волонтером Зимней Универсиады в Трентино, а также является тренером по шорт-треку.

## Личная жизнь
Он живет в Миоле, деревне  Базельга, со своей женой Вероникой и детьми Ариадной и Пьетро, а также выращивает ягоды — клубнику, чернику, малину, ежевику.